# Lilongwe
Lilongwe je glavno mesto Malavija in s približno 675.000 prebivalci (popis 2008) največje mesto te južnoafriške države. Sestavljata ga dva jasno ločena dela, staro trgovsko središče iz začetka 20. stoletja in administrativni del, ki je bil zgrajen na novo do leta 1975, ko je Lilongwe postal prestolnica. Zgodovinsko je mesto znano predvsem kot središče pridelave tobaka, v novejšem času pa tudi kot center epidemije Aidsa v Afriki, okužen naj bi bil vsak peti prebivalec. Malavi je ena od desetih najrevnejših držav sveta, kar se odraža tudi v Lilongweju, kjer skoraj 80 % prebivalstva živi v barakarskih naseljih, število pa se s priseljevanjem s podeželja hitro veča.

## Zgodovina
Zametki mesta segajo v leto 1904, ko je britanska kolonialna oblast na prošnjo lokalnega poglavarja ustanovila administrativno postojanko (boma). Območje se je najprej imenovalo Bwalia, nato pa so ga poimenovali Lilongwe po tamkajšnji reki. Zaradi strateške lege ob križišču pomembnih prometnic kolonije Nyasaland je pritegnilo trgovske družbe in že kmalu je tu živela številčna skupnost indijskih delavcev.
Po prvi svetovni vojni je podjetje Imperial Tobacco Company odprlo tovarno za predelavo tobaka, kasneje pa so v okolici nastale tudi obsežne plantaže. Po osamosvojitvi Malavija leta 1964 je premier Hastings K. Banda sprožil iniciativo za preselitev administrativnega središča države iz mesta Blantyre, deloma za pospešitev razvoja osrednjega dela nove države. S pomočjo južnoafriških posojil je bil zgrajen vladni kompleks in ustanovljena univerza. Leta 1983 je bilo v bližini odprto še letališče, ki je edino mednarodno letališče v Malaviju.

## Pobratena mesta
- Taipei, Tajvan (od leta 1984)[5]
- Lusaka, Zambija (od leta 2004)[6]